# Aeroporto Internazionale di Ivano-Frankivs'k
L'Aeroporto Internazionale di Ivano-Frankivs'k (IATA: IFO, ICAO: UKLI) (in ucraino Міжнародний аеропорт «Івано-Франківськ»?), è un aeroporto situato a Ivano-Frankivs'k, in Ucraina. È il principale aeroporto che serve la città ed è situato 4,4 km a sud-ovest del centro cittadino.

## Storia
Il primo volo partito dall'aeroporto di Ivano-Frankivs'k risale al maggio 1959, quando fu effettuato un volo passeggeri con un Il-12 diretto a Mosca.
Nel 1962 venne costruito un primo edificio nell'area dell'aeroporto, nei pressi del villaggio di Opryshivtsi, nella periferia meridionale della città. Nel 1975 presso l'aeroporto transitavano già 250.000 passeggeri.
Dal 25 dicembre 1990, grazie alla realizzazione di una pista dedicata, aerei più grandi poterono atterrare all'aeroporto di Ivano-Frankivs'k.
Nel 1992 la struttura ricevette lo status di aeroporto internazionale, mentre il primo volo proveniente dall'esterno dei confini nazionali fu effettuato il 22 maggio 1993 da un Boeing 737.

## Caratteristiche
La struttura, situata nei presi del villaggio di Opryshivtsi, ha un utilizzo congiunto civile e militare. La pista di atterraggio principale di cemento è lunga 2507 m, mentre una seconda pista di cemento, lunga 1928 m, è usata dall'aeronautica militare come area di parcheggio; la 114ª brigata aerea tattica, che utilizza caccia MiG-29, è di base presso l'aeroporto.
L'aeroporto ha la capacità di gestire 400 passeggeri l'ora.